# 滁州高鉄駅
滁州高鉄駅（じょしゅうこうてつえき）は、中華人民共和国安徽省滁州市南譙区中都大道と洪武西路交差点の西側にある、南京地下鉄S4号線の駅である。

## 駅名
駅名については、事業着手当初は滁州市政府と南京地下鉄集団は「滁州駅」の仮称を用いており、2022年9月2日に「滁州高鉄駅」を駅名として第一次公示され、2022年11月15日に駅名が「滁州高鉄駅」に決定したことが発表された。

## 隣の駅
南京地下鉄
■S4号線
腰舗駅- 滁州高鉄駅 -